# Paul Herijgers
Paul Herijgers, né le 22 novembre 1962 à Herentals, est un coureur cycliste belge, spécialisé dans le cyclo-cross et le VTT. Il a été champion du monde de cyclo-cross en 1994 à Coxyde (Belgique). Il a aussi été champion de Belgique de cyclo-cross en 1993 et 1997.
Son frère aîné August a également été coureur cycliste. 

## Palmarès en cyclo-cross
- 1992-1993
  -  Champion de Belgique de cyclo-cross
  - Classement général du Trophée Gazet van Antwerpen
- 1993-1994
  -  Champion du monde de cyclo-cross
  - Classement général de la Coupe du monde de cyclo-cross
  - Classement général du Trophée Gazet van Antwerpen
- 1994-1995
  - Classement général du Trophée Gazet van Antwerpen
- 1995-1996
  - Classement général du Trophée Gazet van Antwerpen
- 1996-1997
  -  Champion de Belgique de cyclo-cross
  - Classement général du Trophée Gazet van Antwerpen

## Palmarès en VTT
- 1990
  -  Champion de Belgique de cross-country
- 1991
  -  Champion de Belgique de cross-country
- 1992
  -  Champion de Belgique de cross-country

## Distinctions
- Vélo de cristal 1994